# Andrius Baltuska
Andrius Baltuska là một nhà vật lý học đã đoạt giải Lieben năm 2006.
Baltuska học Vật lý học ở Đại học Vilnius và sau đó ở Đại học Amsterdam. Ông đậu bằng tiến sĩ vật lý ở Đại học Groningen năm 2000.
Sau các nghiên cứu hậu tiến sĩ ở Đại học Tokyo, Đại học Công nghệ Wien và Viện Quang học lượng tử (Đức), ông trở thành giáo sư ở Đại học Công nghệ Wien năm 2006.

## Giải thưởng
- 2004 Giải Nhà nghiên cứu trẻ châu Âu
- 2006 Giải Lieben